# Arqueamiento (aerodinámica)

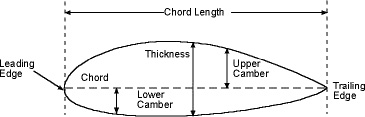
Sección tresversal de un perfil aeronáutico

En aeronáutica e ingeniería aeronáutica, la curvatura, también llamada Camber es la asimetría entre las dos superficies de actuación de un perfil aerodinámico, siendo la superficie superior de un ala (o la correspondiente superficie frontal de una pala de hélice) comúnmente más convexa (curvatura positiva).  Un perfil aerodinámico que no está combado se denomina perfil aerodinámico simétrico. Las ventajas de la curvatura fueron descubiertas y utilizadas por primera vez por George Cayley a principios del siglo XIX.

## Resumen
El camber se diseña normalmente en un perfil aerodinámico para maximizar su coeficiente de sustentación.  Esto minimiza la velocidad de entrada en pérdida de las aeronaves que utilizan el perfil aerodinámico.  Una aeronave con alas combadas tendrá una velocidad de pérdida menor que una aeronave con una carga alar similar y alas de perfil aerodinámico simétrico.
Un diseñador de aeronaves también puede reducir el ángulo de ataque de la sección exterior de las alas. Esto asegura que, a medida que la aeronave se aproxima a la entrada en pérdida, la raíz del ala entra en pérdida antes que la punta, lo que proporciona a la aeronave resistencia a la entrada en barrena y mantiene la eficacia de los alerones cerca de la entrada en pérdida.[cita requerida]
Un diseño reciente con peralte se denomina perfil aerodinámico supercrítico. Se utiliza para el vuelo casi supersónico y produce una mayor relación entre sustentación y resistencia en vuelo casi supersónico que los perfiles aéreos tradicionales. Los perfiles aerodinámicos supercríticos emplean una superficie superior aplanada, una sección de popa muy combada (curvada) y un radio de borde de ataque mayor en comparación con las formas aerodinámicas tradicionales. Estos cambios retrasan la aparición de la resistencia a las ondas.

## Definición
Se dice que un perfil aerodinámico tiene un camber positivo si su superficie superior (o en el caso de una turbina o pala de hélice, su superficie delantera) es la más convexa. La curvatura es una propiedad compleja que puede caracterizarse de forma más completa mediante la línea de curvatura de un perfil aerodinámico, la curva Z(x) que se encuentra a medio camino entre las superficies superior e inferior, y la  función de espesor T(x), que describe el espesor del perfil aerodinámico en un punto determinado. Las superficies superior e inferior pueden definirse como sigue:
{\displaystyle Z_{\text{superior}}(x)=Z(x)+{\frac {1}{2}}T(x)}
{\displaystyle Z_{\text{inferior}}(x)=Z(x)-{\frac {1}{2}}T(x)}

### Ejemplo - Un perfil aerodinámico con línea de caída reflejada

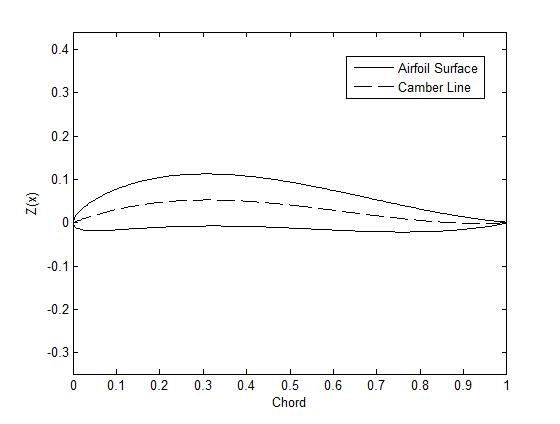
Un perfil aerodinámico con camber reflejado.

Un perfil aerodinámico en el que la línea de caída se curva hacia atrás cerca del borde de salida se denomina perfil aerodinámico de caída reflejada. Este tipo de perfil es útil en ciertas situaciones, como en el caso de los aviones sin cola, ya que el momento sobre el centro aerodinámico del perfil puede ser 0. Una línea de caída para este tipo de perfil puede definirse de la siguiente manera (nótese que las líneas sobre las variables indican que éstas han sido adimensionalizadas dividiéndolas por la cuerda):
{\displaystyle {\overline {Z}}(x)=a\left[\left(b-1\right){\overline {x}}^{3}-b{\overline {x}}^{2}+{\overline {x}}\right]}
A la derecha se muestra un perfil aerodinámico con una línea de caída reflejada. Se utilizó la distribución de espesores para un Serie 4 de NACA, con una relación de espesores del 12%. La ecuación para esta distribución de espesores es:
{\displaystyle {\overline {T}}(x)={\frac {t}{0.2}}\left(0.2969{\sqrt {\overline {x}}}-0.1260{\overline {x}}-0.3516{\overline {x}}^{2}+0.2843{\overline {x}}^{3}-0.1015{\overline {x}}^{4}\right)}
Donde t es la relación de espesor.